# 尖吻銼齒鱂
尖吻銼齒鱂，為輻鰭魚綱鯉齒目鯉齒亞目花鳉科的其中一種，分布於南美洲阿根廷的淡水流域，體長可達2.8公分，屬於肉食性，生活習性不明。

## 擴展閱讀
維基物種上的相關：尖吻銼齒鱂